# Joseph Franz Wolf
Joseph Franz Wolf (* 2. Juni 1802 in Tschirmkau, Landkreis Leobschütz, Provinz Schlesien; † 10. Dezember 1842 in Breslau) war ein deutscher Komponist, Musiklehrer und Organist.

## Leben
Franz Wolf war der Sohn eines Organisten, der ihm den ersten Orgel- und Klavierunterricht erteilte. Da seine Eltern nicht vermögend waren, musste er seine Ausbildung am Leobschützer Gymnasium vorzeitig nach der fünften Klasse abbrechen, als er verwaiste.
Ab 1820 besuchte er das katholische Lehrerseminar in Breslau, wo ihn Joseph Ignaz Schnabel unterrichtete und Friedrich Wilhelm Berner zum Organisten ausbildete. Als Meisterschüler Schnabels assistierte er ihm beim Dirigieren des Domchors und der Winterkonzerte. Nach Schnabels Tod 1831 trat er dessen Nachfolge als Musiklehrer an der Universität Breslau an. Neben Klavier und Orgel beherrschte er auch Saiten- und Blechinstrumente. Zu seinen bekanntesten Schülern gehörten der Organist Franz Dirschke und der spätere Domkapellmeister Moritz Brosig. Außerdem unterrichtete er noch zahlreiche Privatschüler.
1830 wurde er zu Entlastung des Domorganisten Joseph Gottwald als zweiter Domorganist angestellt. Nach Gottwalds Tod 1833 übernahm er 1833 dessen Amt. Seine Art zu spielen galt als ziemlich „protestantisch“; er war ein Verehrer Bachs und seine Verbesserungsvorschläge der Kirchenmusik auf Unverständnis im Kreise seiner vorgesetzten Domherren.
Unter Johann Theodor Mosewius beteiligte er sich rege an der Singakademie. 1834 wurde er zum Kgl. Musikdirektor ernannt. 1842 starb er an den Folgen eines schweren Ohrleidens.

## Schaffen
Zu Wolfs Obliegenheiten als Domorganist gehörte das Komponieren von Kirchenmusik. Bekannt sind u. a. seine Deutsche Messe, weitere Messen mit Orchesterbegleitung, mehrere Offertorien, Gradualen, Vesper-Psalmen mit Orchesterbegleitung, vierstimmige Gesänge, Lieder für eine Stimme und Klavier, eine Ouvertüre für großes Orchester, Klaviervariationen, ein Trio für Klavier, Violine und Cello sowie viele Kirchenlieder.